# باريس تورز 1978
باريس تورز 1978 هو سباق دراجات هوائية، وهو الموسم رقم 72 من باريس تورز، وأقيم في 1 أكتوبر 1978.
فاز بالمركز الأول يان راس، وبالمركز الثاني جوس جاكوبس، وبالمركز الثالث Guido Van Calster ‏.

## الفائزون
| الترتيب | الفائز             |
| ------- | ------------------ |
| الفائز  | يان راس            |
| الثاني  | جوس جاكوبس         |
| الثالث  | Guido Van Calster ‏ |